# 近藤彰男
近藤 彰男（こんどう あきお、1947年2月26日 - ）は、日本の実業家。東京都出身。埼玉高速鉄道株式会社元代表取締役社長。

## 人物・経歴
東京都出身。上智大学外国語学部ドイツ語学科卒業。1969年、東京芝浦電機株式会社（現・株式会社東芝）に入社。1971年、ソニー株式会社に入社。アメリカやイギリス、フランス等、長きにわたり海外で勤務。その後、DHLジャパン株式会社取締役、日本テレコム・アメリカ代表取締役社長兼CEO、日本ジェムプラス株式会社代表取締役社長等を歴任。
2007年、埼玉高速鉄道株式会社代表取締役社長に就任。経営再建中の同社であったが、償却前損益を2001年の開業以来初めて黒字化する等、同社の経営再建に貢献した。